# Tommaso Napoli

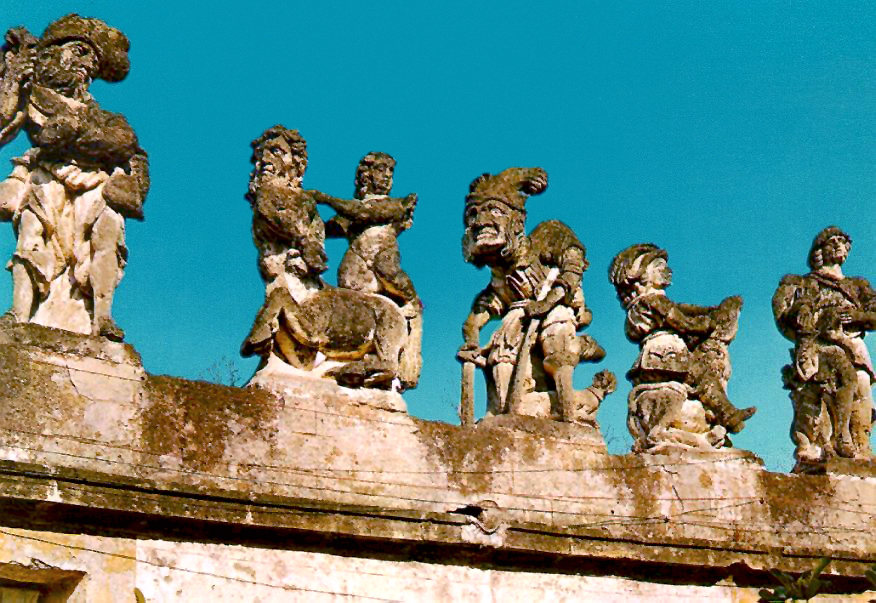
Els "monstres" de Vil·la Palagonia, per Tommaso Napoli a Bagheria. (1705)

Tomaso Maria Napoli va ser un frare dominicà nascut a Sicília a començaments del segle xviii que va publicar un tractat d'arquitectura sobre perspectiva. Va visitar dues vegades Viena, retornant a Sicília amb gravats d'edificis barrocs que es trobaven de moda. Va importar aquest estil a l'illa, (per exemple el Palau Schonbrunn), adaptat al clima i les tradicions sicilianes. Les seves obres van constituir els primers exemples de barroc sicilià.
No es coneix molt de la seva vida, exceptuant que va ser autor de dues vil·les a Bagheria que el van convertir en un arquitecte distingit. Es tracta de la Vil·la Valguarnera, construïda entre 1713 i 1737 i la Vil·la Palagonia, començada el 1705.
Valguarnera, la més simple d'ambdues, va ser construïda prop d'un pati, amb construccions de masia adossades a la manera de les vil·les d'Andrea Palladio dos segles abans. Les tres principals façanes visibles de la vil·la tenen una badia còncava en el seu centre, on s'ha col·locat una escalinata externa que porta a la planta noble. La línia de balustres del sostre està decorada amb escultures. La característica distintiva de la vil·la és, tanmateix, la seva gran terrassa enjardinada, també dissenyada per Napoli, amb vistes a la badia de Solunto, que és considerada entre els millors paisatges a Sicília.
La Vil·la Palagonia, més gran i complexa, va ser encarregada per l'extravagant "Príncep de Palagonia", Ferdinando Francesco Gravina. Té façanes corbes en dos costats. La planta noble es destaca per grans finestres d'arc. La façana posterior és una gran corba, flanquejada per dues ales rectes. La característica principal de la construcció és l'escalinata exterior. De disseny més complex que a Valguarnera, és una escalinata doble que está formada per trams rectes que canvien repetidament de direcció contra els revolts i rectes dels murs exteriors de l'edifici. L'interior de l'edificació va ser decorat amb parets de marbre i cels rasos. Les terrasses exteriors estan decorades amb escultures extravagants i fantàstiques, que fins al dia d'avui són atracció turística de la regió a causa d'elles, la construcció és coneguda també amb el nom de "Villa dei Mostri" (Vil·la dels monstres).
Altres vil·les a la regió de Bagheria poden ser atribuïdes a Napoli, encara que no hi ha proves contundents en aquest sentit. Inclouen la Vil·la Cattolica i la Vil·la Larderia, ambdues amb característiques d'estil semblants a les anteriors.